# Aureliano Chaves
Antônio Aureliano Chaves de Mendonça (Três Pontas, Minas Gerais, 13 de enero de 1929 — Belo Horizonte, 30 de abril de 2003), fue un ingeniero y político brasileño.

## Biografía
Graduado en ingeniería electromecánica por el Instituto de Ingeniería de Itajubá en 1953. 
Inicia su actuación política en el seno de la Unión Democrática Nacional, siendo electo diputado en 1958. Fue gobernador de Minas Gerais (1975-1978) y vicepresidente de la República durante el gobierno de João Figueiredo (1979-1985). En esa época se integró al recién formado PDS.
Ante las inminentes elecciones presidenciales de 1985, Chaves se ofreció como candidato de su partido, el PDS. Compitieron también Marco Maciel, Mário Andreazza y Paulo Maluf, venciendo este último. Como Maluf no contaba con la simpatía de varios correligionarios, Chaves, Maciel, Antônio Carlos Magalhães y José Sarney formaron el Partido del Frente Liberal. Le dieron su apoyo a Tancredo Neves, lo que resultó decisivo para que éste fuese electo presidente. 
Enfermo Neves, asume José Sarney la presidencia, y Chaves ocupa la titularidad del ministerio de Minas y Energía.